# 歸姓
归姓是中文姓氏之一，也是上古最早的姓之一，在明朝《百家姓续编》中排第465位。在新中國，是极罕见的姓氏。

## 起源
归姓是上古最早的姓之一，最初见于《世本》。根据《通志·氏族略·以姓为氏》的记载：归，姓也，未详得姓之始。《左传》则记载，归姓，为楚所灭，子孙或以国为氏，或以姓为氏。
出自芈姓，是以国为氏。《通志·氏族略·以国为氏》记载，春秋时楚之君王熊摯紅有子封于夔国（一作隗国）。夔国在公元前634年被楚国所灭，子孙便以国为姓氏。
因归夔同音，所以两姓是同一个来源。

## 郡望
- 京兆郡

## 延伸阅读
[在维基数据编辑]
 《百家姓》
 《欽定古今圖書集成·明倫彙編·氏族典·歸姓部》，出自陈梦雷《古今圖書集成》